# Elavus Törnevallius
Elavus Törnevallius, född 1580 i Törnsfalls socken, död 23 oktober 1646 i Ljungs socken, han var en svensk kyrkoherde i Ljungs församling och Askeby församling. 

## Biografi
Elavus Törnevallius föddes 1580 i Törnsfalls socken. Han var son till kyrkoherden därstädes. Törnevallius blev 1618 kyrkoherde i Askeby församling och 1625 i Ljungs församling. Han avled 23 oktober 1646 i Ljungs socken.

### Familj
Han gifte sig med Anna. De fick tillsammans barnen Ericus Elavi Ljung (1628–1671) och Nicolaus Ljung (född 1624). Barnen antog efternamnet Ljung. Efter Törnevallius död gifte Anna om sig med kyrkoherden Matthias Andreæ i Ljungs socken.